# إديسون جيمس
إديسون جيمس (بالإنجليزية: Edison James)‏ هو سياسي دومينيكاوي، ولد في 18 أكتوبر 1943 في دومينيكا. نشط حزبياً في United Workers' Party (Dominica) ‏. وقد انتخب الرئيس التنفيذي.
هو كان رئيس الوزراء دومينيكا من 14 يونيو 1995 إلى 3 فبراير 2000، بالإضافة إلى كونه عضوًا في البرلمان.

## حياة مهنية

### 1988–1999
في عام 1988، ترأس لجنة أسست حزب العمال المتحد وأصبح أول زعيم سياسي له.